# 2001 w polityce
Wydarzenia polityczne w 2001 roku.

## Styczeń
- 16 stycznia – został zastrzelony prezydent Demokratycznej Republiki Konga Laurent-Désiré Kabila[1].
- 17 stycznia – urząd prezydenta Demokratycznej Republiki Konga objął Joseph Kabila[2].
- 20 stycznia – George W. Bush objął urząd prezydenta Stanów Zjednoczonych[3].
- 24 stycznia – powstała partia Platforma Obywatelska[4].
- 29 stycznia – byłego chilijskiego dyktatora Augusto Pinochet oskarżono o zbrodnie dokonane podczas jego rządów[5].

## Luty
- 6 lutego – Ariel Szaron pokonał Ehuda Baraka w bezpośrednich wyborach premiera w Izraelu[6].
- 29 lutego – państwa Unii Europejskiej podpisały traktat nicejski[7].

## Kwiecień
- 12 kwietnia – przed restauracją Cosa Nostra płatny morderca Tadeusz Mazuik zastrzelił byłego ministra sportu Jacka Dębskiego[8].
- 21 kwietnia – powstała partia Liga Polskich Rodzin[9].

## Maj
- 29 maja – powstała partia Prawo i Sprawiedliwość[10].
- 30–31 maja – wizyta George’a W. Busha w Polsce[11].

## Wrzesień
- 11 września – organizacja Al-Ka’ida przeprowadziła serię czterech ataków terrorystycznych na terytorium Stanów Zjednoczonych. Po opanowaniu samolotów przedstawiciele Al-Ka’idy skierowali trzy samoloty na obiekty dwóch wież World Trade Center oraz budynku Pentagonu (atak za pomocą czwartego samolotu nie powiódł się z uwagi na obronne zachowanie pasażerów).
- 23 września – w Polsce odbyły się wybory parlamentarne, które zwyciężyła koalicja Sojusz Lewicy Demokratycznej–Unia Pracy, która uzyskała 41,04% głosów[12].

## Październik
- 7 października – rozpoczęła się inwazja w Afganistanie[13].
- 12 października – Pokojową Nagrodę Nobla otrzymał Kofi Annan i Organizacja Narodów Zjednoczonych[14].

## Listopad
- 22 listopada – prezydent Rzeczypospolitej Polskiej Aleksander Kwaśniewski wydał postanowienie o wysłaniu Polskiego Kontyngentu Wojskowego do Afganistanu[15].